# Polypodioideae
Polypodioideae, potporodica papratnjača, dio porodice Polypodiaceae. Saastoji se od 5 rodova i jednog hibridnog.

## Rodovi
1. Phlebodium (R. Br.) J. Sm. (3 spp.)
2. ×Phlebosia Viane & Pompe (0 sp.)
3. Pecluma M. G. Price (48 spp.)
4. Pleopeltis Humb. & Bonpl. ex Willd. (91 spp.)
5. Polypodium L. (51 spp.)
6. Pleurosoriopsis Fomin (1 sp.)